# Elecciones municipales de Chiclayo de 1986
Las elecciones municipales de Chiclayo de 1986 se llevaron a cabo el 9 de noviembre de 1986 para elegir al alcalde y al Concejo Provincial de Chiclayo para el periodo 1987-1989. La elección se celebró simultáneamente con elecciones municipales en todo el país.

## Sistema electoral
La Municipalidad Provincial de Chiclayo es el órgano administrativo y de gobierno de la provincia de Chiclayo. Está compuesta por el alcalde y el Concejo Provincial.
La votación del alcalde y el concejo se realiza en base al sufragio universal, que comprende a todos los ciudadanos nacionales mayores de dieciocho años, empadronados y residentes en la provincia de Chiclayo y en pleno goce de sus derechos políticos, así como a los ciudadanos no nacionales residentes y empadronados en la provincia de Chiclayo.
El Concejo Provincial de Chiclayo está compuesto por 19 regidores elegidos por sufragio directo para un período de tres (3) años, en forma conjunta con la elección del alcalde (quien lo preside) La votación es por lista cerrada y bloqueada. Se asigna a la lista ganadora los escaños según el método d'Hondt o la mitad más uno, lo que más le favorezca. Es elegido como alcalde el candidato que ocupe el primer lugar de la lista que haya obtenido la más alta votación.

## Composición del Concejo Provincial de Chiclayo
La siguiente tabla muestra la composición del Concejo Provincial de Chiclayo antes de las elecciones.
| Partidos | Partidos                | Regidores |
| -------- | ----------------------- | --------- |
|          | Partido Aprista Peruano | 11        |
|          | Izquierda Unida         | 4         |
|          | Acción Popular          | 4         |

## Partidos y candidatos
A continuación se muestra una lista de los principales partidos y alianzas electorales que participaron en las elecciones:
| Candidatura | Candidatura | Partidos y alianzas | Candidatos | Candidatos                  | Ideología                                               | Resultado previo | Resultado previo | Ref. |
| Candidatura | Candidatura | Partidos y alianzas | Candidatos | Candidatos                  | Ideología                                               | Votos (%)        | Reg.             | Ref. |
| ----------- | ----------- | --- | ---------- | --------------------------- | ------------------------------------------------------- | ---------------- | ---------------- | ---- |
|             | APRA        | Lista - Partido Aprista Peruano (APRA) |            | Julio Fernández de la Oliva | Aprismo                                                 | 41.30%           | 11               |      |
|             | IU          | Lista - Izquierda Unida (IU) – Unión de Izquierda Revolucionaria (UNIR) – Partido Unificado Mariateguista (PUM) – Partido Socialista Revolucionario (PSR) – Partido Comunista Revolucionario (PCR) – Partido Comunista Peruano (PCP) – Frente Obrero Campesino Estudiantil y Popular (FOCEP) |            | Moisés Cabrera Iturria      | Marxismo-leninismo Mariateguismo Socialismo democrático | 26.86%           | 4                |      |
|             | PPC         | Lista - Partido Popular Cristiano (PPC) |            | Ramiro Guerrero Landazuri   | Conservadurismo social Humanismo Democracia cristiana   | 3.39%            | 0                |      |
|             | PADIN       | Lista - Partido de Integración Nacional (PADIN) |            | Teresa Cortijo Andrews      | Centrismo Socioliberalismo                              | Nuevo            | Nuevo            |      |

## Resultados

### Sumario general
|                        |                                         |              |              |              |           |           |
| Partidos y coaliciones | Partidos y coaliciones                  | Voto popular | Voto popular | Voto popular | Regidores | Regidores |
| Partidos y coaliciones | Partidos y coaliciones                  | Votos        | %            | ±pp          | Total     | +/−       |
|                        | Partido Aprista Peruano (APRA)          | 95,153       | 55.64        | +14.34       | 11        | ±0        |
|                        | Izquierda Unida (IU)                    | 68,784       | 40.22        | +13.36       | 8         | +4        |
|                        | Partido Popular Cristiano (PPC)         | 6,873        | 4.02         | +0.63        | 0         | ±0        |
|                        | Partido de Integración Nacional (PADIN) | 213          | 0.12         | Nuevo        | 0         | ±0        |
|                        |                                         |              |              |              |           |           |
| Total                  | Total                                   | 171,023      |              |              | 19        | ±0        |
|                        |                                         |              |              |              |           |           |
| Votos válidos          | Votos válidos                           | 171,023      | 93.92        | +9.61        |           |           |
| Votos en blanco        | Votos en blanco                         | 3,241        | 1.78         | –2.11        |           |           |
| Votos nulos            | Votos nulos                             | 7,825        | 4.30         | –7.50        |           |           |
| Votos emitidos         | Votos emitidos                          | 182,089      | 74.65        | +6.06        |           |           |
| Abstenciones           | Abstenciones                            | 61,834       | 25.35        | –6.06        |           |           |
| Votantes registrados   | Votantes registrados                    | 243,923      |              |              |           |           |
|                        |                                         |              |              |              |           |           |
| Fuente:                |                                         |              |              |              |           |           |

## Elecciones municipales distritales

### Resultados por distrito
La siguiente tabla enumera el control de los distritos de la provincia de Chiclayo. El cambio de mando de una organización política se resalta del color de ese partido.
| Distrito            | Alcalde(sa) titular                                            | Partido político                                               | Partido político                                               | Alcalde(sa) electo(a)      | Partido político           | Partido político           |
| ------------------- | -------------------------------------------------------------- | -------------------------------------------------------------- | -------------------------------------------------------------- | -------------------------- | -------------------------- | -------------------------- |
| Chongoyape          | Genovés Heredia Rojas                                          |                                                                | Partido Aprista Peruano                                        | Santos Constantino Dávila  |                            | Partido Aprista Peruano    |
| Eten                | Manuel Esqueche Ruiz                                           |                                                                | Acción Popular                                                 | Herberth Olivos Ángeles    |                            | Partido Aprista Peruano    |
| Eten Puerto         | Fernando Barturén Llanos                                       |                                                                | Partido Aprista Peruano                                        | Juan Barrera Espinoza      |                            | Izquierda Unida            |
| José Leonardo Ortiz | Tito Sirlopu Garces                                            |                                                                | Partido Aprista Peruano                                        | Juan Herrera Torres        |                            | Partido Aprista Peruano    |
| La Victoria         | Creación del distrito (Ley N° 23926, 13 de septiembre de 1984) | Creación del distrito (Ley N° 23926, 13 de septiembre de 1984) | Creación del distrito (Ley N° 23926, 13 de septiembre de 1984) | Carlos Quijano Salazar     |                            | Partido Aprista Peruano    |
| Lagunas             | Albino Esquén Condemarín                                       |                                                                | Partido Aprista Peruano                                        | Norberto Huerta Moncada    |                            | Partido Aprista Peruano    |
| Monsefú             | Víctor Custodio López                                          |                                                                | Partido Aprista Peruano                                        | Víctor Custodio López      |                            | Partido Aprista Peruano    |
| Nueva Arica         | César Alarcón Bautista                                         |                                                                | Partido Aprista Peruano                                        | Julio Zumaeta Ramírez      |                            | Partido Aprista Peruano    |
| Oyotún              | Conrado Ugaz Castañeda                                         |                                                                | Partido Aprista Peruano                                        | Marino Torres Gamonal      |                            | Partido Aprista Peruano    |
| Picsi               | Porfirio Salinas Maza                                          |                                                                | Partido Aprista Peruano                                        | Porfirio Salinas Maza      |                            | Partido Aprista Peruano    |
| Pimentel            | Luciano Palacios Pinglo                                        |                                                                | Partido Aprista Peruano                                        | Luciano Palacios Pinglo    |                            | Independiente Pimentel     |
| Reque               | David Chirinos Hurtado                                         |                                                                | Acción Popular                                                 | Sin información disponible | Sin información disponible | Sin información disponible |
| Santa Rosa          | Héctor Bernal Palma                                            |                                                                | Partido Aprista Peruano                                        | Sin información disponible | Sin información disponible | Sin información disponible |
| Saña                | Marco Hernández Briones                                        |                                                                | Partido Aprista Peruano                                        | Marco Hernández Briones    |                            | Partido Aprista Peruano    |